# Carcassonne (novela)
Carcassonne es un relato corto del escritor estadounidense William Faulkner. Fue publicado en el libro de cuentos These 13, en 1931.
La narración, de estilo poético, cuenta el sueño de un poeta que duerme en el desván de una taberna. 
Sueña un viaje hacia el cielo con un pony mientras ve a su cuerpo ahogado en el mar. Cuando llega al cielo, se encuentra con la figura de la Tierra, su madre.